# Saint-Gervais (Gard)
Saint-Gervais – miejscowość i gmina we Francji, w regionie Oksytania, w departamencie Gard.
Według danych na rok 1990 gminę zamieszkiwało 600 osób, a gęstość zaludnienia wynosiła 51 osób/km² (wśród 1545 gmin Langwedocji-Roussillon Saint-Gervais plasuje się na 471. miejscu pod względem liczby ludności, natomiast pod względem powierzchni na miejscu 661.).